# Тун унд Гогенштейн, Галеаццо фон
Галеаццо (Галеас) фон Тун унд Гогенштейн (нем. Galeazzo (Galeas) von Thun und Hohenstein; 24 сентября 1850, Тренто — 26 марта 1931, Рим) — 75-й великий магистр Мальтийского ордена.

## Биография
Сын Гвидобальда фон Тун унд Гогенштейна и Терезы Гвиди, маркизы ди Баньо.
Изучал право в 1869—1870 и 1871–1873 годах в Инсбрукском университете и 1870—1871 годах в Пражском университете. Поступил на административную службу в Нижней Австрии, с 1876 года служил в губернаторском управлении в Вене, с 1879 года был окружным комиссаром в Амштеттене; с 1882 года лейтенант-секретарь губернаторского совета Триеста. Камергер (1882).
В 1875 году вступил в Мальтийский орден как рыцарь-юрист, в 1885 году был назначен уполномоченным представителем Великого приората Богемии и Австрии в Магистериуме ордена в Риме. Был избран в Совет ордена, после чего уволился с государственной службы. Исполнял различные миссии по поручению великого магистра ордена. В 1891 году стал командором Майдельберга.
В 1895 году удалился в Тироль, где жил как частное лицо, в 1905 году Генеральный капитул избрал его великим магистром Мальтийского ордена. На этом посту развернул историческую работу в ордене, открыл его библиотеку и архив в Риме. В период его правления были созданы новые региональные подразделения ордена (Бельгия, Нидерланды, Польша, Венгрия, США), основаны многочисленные миссии, оказывавшие помощь, в том числе после землетрясений в Мессине (1908) и Авеццано (1915), во время Итало-турецкой и Первой мировой войны.
Пожизненный член Австрийской Палаты господ (16.08.1905).
С 1929 года в связи с болезнью великого магистра его обязанности исполнял лейтенант Пио Франки де Кавальери.

## Награды
- Большой крест венгерского королевского ордена Святого Стефана
- Большой крест австрийского ордена Леопольда

Иностранные:
- Большой крест ордена Святого Григория Великого
- Большой крест ордена Почётного легиона
- Люксембургский орден Золотого льва Нассау (1930)
- Орден Леопольда II (1930)
- Испанский орден Золотого руна (1930)